# Chiesa di Santo Spirito (Vipiteno)
La chiesa di Santo Spirito, conosciuta anche come chiesa dell'Ospedale (Spitalkirche in tedesco), è una chiesa ubicata a Vipiteno.

## Storia e descrizione
Con il trasferimento dell'ospedale, situato originariamente all'esterno della porta del Brennero, all'interno della cerchia muraria, nei pressi della piazza principale di Vipiteno, nel XIV secolo, fu annessa alla struttura anche una chiesa, edificata nel 1399: fu terminata nel 1402. Fu decorata tra il 1410 e il 1415 da un ciclo di affreschi realizzati da Hans di Brunico: tuttavia, nei secoli successivi, la chiesa fu più volte rimaneggiata, portando alla copertura degli affreschi con nuove pitture. Nel 1939, durante i lavori di restauro, gli affreschi quattrocenteschi, furono riportati alla luce: il lavoro venne completato con nuovi interventi tra il 1984 e il 1989.
La chiesa, in stile gotico, presenta una facciata caratterizzata da un portale e varie finestre e termina con un campanile pensile. All'interno si divide in due navate: una maggiore e una laterale più piccola. Sull'altare maggiore della navata centrale è posto un crocifisso, mentre su quella laterale una pala su cui è ritratto San Sebastiano. Il ciclo di affreschi venne realizzato nel 1415 da Hans di Brunico con l'aiuto dei fratelli Christoph e Erasmus e raffigura scene della vita di Cristo come l'Annunciazione, il Monte degli Ulivi, il Bacio di Giuda, Cristo dinanzi a Pilato, la Flagellazione, Cristo che porta la croce e la Resurrezione, mentre sulla parete orientale è ritratto il Giudizio Universale. Nelle volte, a crociera, sono inoltre raffigurati i Simboli degli Evangelisti, i Profeti e i Padri della Chiesa.